# Deutsches Meisterschaftsrudern 1933
Das 46. Deutsche Meisterschaftsrudern wurde 1933 in Breslau ausgetragen. Wie im Vorjahr wurden Medaillen in sechs Bootsklassen vergeben.

## Medaillengewinner
| Bootsklasse            | Gold | Silber | Bronze |
| ---------------------- | --- | --- | --- |
| Einer                  | Willy Dohme (Gubener RC 1905) | Hans Deutsch (Tangermünder RC von 1906) | Keine weiteren Boote in der Wertung. |
| Doppelzweier           | WSV Godesberg Georg Arenz Leonhard Arenz | Frankfurter RC von 1882 Willibald Rosmann Heinz-Bruno Woellert                                                                                                 | RG Hansa Rolf Horn Franz Doll |
| Zweier ohne Steuermann | RG Wiking Berlin Herbert Braun Hans Georg Möller | Mannheimer RV Amicitia von 1876 Eugen Günther Heinrich Bender                                                                                                  | RV Bayer Leverkusen Heinrich Hilden Erich Stange |
| Vierer ohne Steuermann | Mannheimer RV Amicitia von 1876 Hans Maier Hans Heidland Ernst Gaber Carl Aletter                                                                          | Spindlersfelder RV Sturmvogel Hans Neumeyer Egon Krüger Klaus Kettler Herbert Friedrich                                                                        | Kasteler RG 1880 Medard Hartrath Waldemar Leber Fritz Schandua Theo Jost                                                                                       |
| Vierer mit Steuermann  | Berliner RC Klaus Werner Joachim Spremberg Herbert Buhtz Ernst Heiserich Carlheinz Neumann (Stm.)                                                          | Mannheimer RV Amicitia von 1876 Hans Maier Hans Heidland Ernst Gaber Carl Aletter Karl Batz (Stm.)                                                             | ETuF Essen Walter Gaul Werner Immand Karl Seuser Helmut Kistenmacher Friedrich-Wilhelm Schüffler (Stm.)                                                        |
| Achter                 | Würzburger RV von 1875 Wilhelm Reinhard Hans Hegner Max Zippelius Adolf Wolz Martin Karl Anton Rom Rudolf Eckstein Wilhelm Menne Johann Pfadenhauer (Stm.) | RC Germania Königsberg Kurt Pollack Heinz Koch-Wiede Erich Gerund Wilhelm Liepe Friedrich Kaiser Ulrich Kuhr Paul Tuleweit Rudolf Nußbaum Heinz Abraham (Stm.) | Berliner RC Kurt Hofmann Wolfgang Esterer Rolf Schober Gerhard Boetzelen Klaus Werner Joachim Spremberg Herbert Buhtz Ernst Heiserich Carlheinz Neumann (Stm.) |